# 梅尼勒德瑟诺讷
梅尼勒德瑟诺讷（法語：Ménil-de-Senones，法語發音：[menil də sənɔn] ⓘ）是法国大東部大區孚日省的一个市镇，属于孚日圣迪耶区。

## 地理
梅尼勒德瑟诺讷（48°22'36"N, 6°59'43"E）面积7.22 平方千米，位于法国大東部大區孚日省，该省份为法国东北部内陆省份，北起默兹省和默尔特-摩泽尔省，西接上马恩省，南至上索恩省和贝尔福地区省，东临上莱茵省和下莱茵省。
与梅尼勒德瑟诺讷接壤的市镇（或旧市镇、城区）包括：邦德萨、沙塔、穆瓦延穆捷、瑟诺讷、维约穆兰。

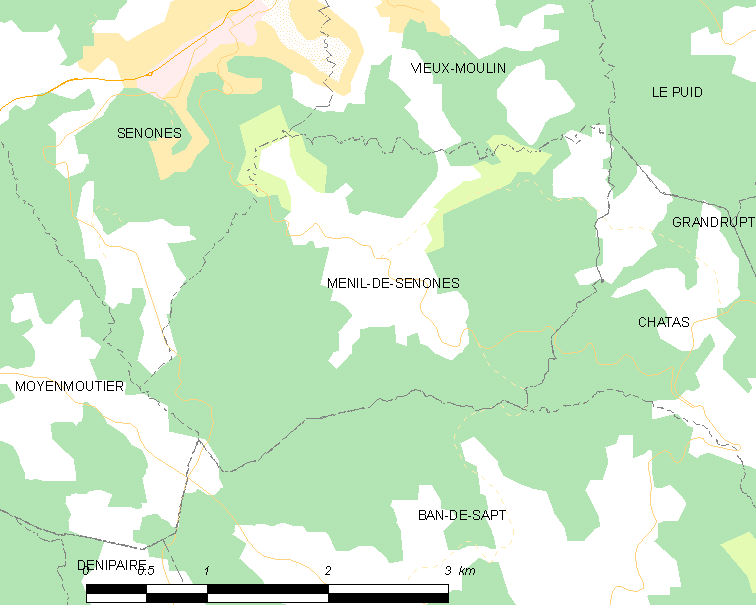
梅尼勒德瑟诺讷的OSM定位图

梅尼勒德瑟诺讷的时区为UTC+01:00、UTC+02:00（夏令时）。

## 行政
梅尼勒德瑟诺讷的邮政编码为88210，INSEE市镇编码为88300。

## 政治
梅尼勒德瑟诺讷所属的省级选区为拉翁莱塔普县。

## 人口

1962-2008年间梅尼勒德瑟诺讷人口变化图示

梅尼勒德瑟诺讷于2022年1月1日时的人口数量为122人。